# Blues (album de Jimi Hendrix)
Pour les articles homonymes, voir Blues (homonymie).
Albums de Jimi Hendrix
Jimi Hendrix : Woodstock
(1994) Jimi by Himself: The Home Recordings
(1995)
 (août 2021).
Blues est un album de compilation posthume du musicien américain Jimi Hendrix. Il est sorti le 26 avril 1994 sur le label MCA Records. Il fut compilé et produit par Alan Douglas et Bruce Gary.

## Historique
Si, depuis le début des années 1970, la publication d'albums de Jimi Hendrix continue à un rythme régulier, il semblait que cela doive s'arrêter avec la parution de Nine to the Universe en 1980 en ce qui concerne les enregistrements studio du guitariste. Néanmoins, Alan Douglas publia Jimi Hendrix: Blues le 26 avril 1994.
Alan Douglas et Bruce Gary (les producteurs du CD) profitèrent de la conjonction de deux avancées technologiques :
- Des avancées dans les techniques de mixage permettent de combiner différentes prises d'un même titre sans avoir besoin d'apport de musiciens extérieurs ;
- La disparition du vinyle au profit du CD permettait une remise à plat du catalogue en introduisant la notion de semi-inédit.

D'autre part, Alan Douglas propose un recueil dont le fil rouge, le blues, permet une réelle continuité musicale, alors que les enregistrements proposés s'étalent de 1966 à 1970 d'une part et que le personnel varie d'un titre à l'autre d'autre part.
C'est le seul projet discographique d'Alan Douglas ressorti tel quel par Experience Hendrix LLC.
Cet album se classa à la 45e place du Billboard 200 aux États-Unis et à la 10e place des charts britanniques.

## Contenu
L'album comporte deux versions de Hear My Train A Coming' : la première Hear My Train A Comin' (acoustic) ouvre l'album et la seconde Hear My Train A Comin' (electric) le ferme. La première version est la réédition de celle présente sur la bande originale du documentaire Jimi Hendrix (1973) sur laquelle Jimi Hendrix interprète seul (devant la caméra) ce blues en solo le 19 décembre 1967 sur une guitare acoustique 12 cordes accordée en Do. La version de ce titre incontournable en concert est influencé par John Lee Hooker (en particulier sur le solo où Hendrix double les notes de sa guitare et de sa voix). Ce titre démontre l’habilité de Douglas à mettre en avant le fait que Jimi Hendrix était également un grand artiste de blues.
La reprise du Born Under A Bad Sign d'Albert King (également repris par Cream sur Wheels of Fire) est alors inédite. Enregistrée le 15 décembre 1969 par le Band Of Gypsys, la version publiée ici est légèrement raccourcie.
La version de Red House présente ici date du 13 décembre 1966, retenue pour la version britannique du premier album Are You Experienced, version qui reste encore inédite sur le territoire américain jusqu'à présent (absent de la version américaine de l'album, c'est une autre prise de la chanson qui apparait sur la version américaine de Smash Hits en 1969).
Catfish Blues est enregistré en concert le 10 novembre 1967 par le Jimi Hendrix Experience aux Pays-Bas. Quasiment inédite, cette reprise de Muddy Waters est un prélude au futur Voodoo Chile qui apparaitra sur le troisième album Electric Ladyland et dans une autre version ici qui est le titre suivant. Une autre version de cette reprise apparait sur l'album Radio One.
Le titre Voodoo Chile Blues est une version alternative de Voodoo Chile qui est enregistré le 2 mai 1968 avec Steve Winwood, Jack Casady et Mitch Mitchell. D'après les notes de pochette, la version présentée ici est un montage mélangeant les trois prises opéré par Alan Douglas et Bruce Gary. Si l'album posthume Crash Landing avait suscité une polémique à sa sortie à l'époque en 1975, Jimi Hendrix était pour ce procédé, puisqu'il a utilisé de nombreux effets sonores sur ses chansons au cours de sa carrière.
Autre reprise de Muddy Waters, Mannish Boy provient des sessions du 22 avril 1969 avec le bassiste Billy Cox et le batteur Buddy Miles (avec qui Jimi formera au semestre suivant Band of Gypsys) où le trio est influencé par la version de I’m A Man par Spencer Davis Group. La version présentée ici est un hybride créé par Alan Douglas à partir de différentes prises où il a réuni les meilleurs parties. Dans le principe, le procédé est similaire à celui de Crash Landing, mais les progrès techniques permettent toutefois de ne pas effacer les musiciens originaux. Un nouvel hybride sera réalisé par Eddie Kramer qui sera publié en 2018 avec un nouveau mixage dans l'album Both Sides of the Sky.
La chanson Once I Had A Woman (déjà publiée en 1975 sur Midnight Lightning dans une version retravaillée par Alan Douglas) provient de la session du Band of Gypsys du 23 janvier 1970 avec un musicien inconnu à l'harmonica. Le titre se divise en deux parties, une partie lente, puis une partie plus rapide avec un solo de guitare. Contrairement à la version précédente, celle-ci ne comporte aucun ajout et le jeu de l'harmonica a été réduit.
La reprise Bleeding Heart d'Elmore Leonard, enregistrée le 18 mars 1969 avec le bassiste Billy Cox et le batteur Buddy Miles, est interprétée différemment par rapport à la version parue sur War Heroes en 1973. La version présentée ici (dans une version raccourcie) est dans un registre blues. Cette version est rééditée avec un nouveau mixage dans l'album posthume People, Hell and Angels en 2013.
Le titre Jelly 292 est une autre prise de l'improvisation Jam 292 issue de Loose Ends (1974). Enregistré au Record Plant le 14 mai 1969, avec Billy Cox, Mitch Mitchell et Sharon Layne au piano, c'est une jam structurée avec des figures rythmiques bien travaillées pour chaque cycle et des court solos de guitares.
Electric Church Red House est, comme son nom l'indique, une nouvelle version de Red House. Déjà publié sur Variations on a Theme: Red House quelques années plus tôt (dans une version plus longue), le titre est une nouvelle chimère musicale créée par Douglas à partir d'une version de répétition de Red House par The Jimi Experience avec Lee Michaels à l'orgue datant du 29 octobre 1968 aux studios TTG et d'une jam session du 21 octobre toujours avec The Jimi Hendrix Experience aux studios TTG accompagné cette fois-ci du batteur Buddy Miles aux percussions, qui sert d'introduction. Bien qu'étant dans le thème du blues, la présence de ce titre est anecdotique.
Le dernier titre est une interprétation de Hear My Train A Comin' (sous-titré "Electric") en concert à Berkeley le 30 mai 1970 lors de la tournée The Cry of Love par la nouvelle formation The Jimi Hendrix Experience avec Mitch Mitchell à la batterie et Billy Cox à la basse. Cette version, déjà connue du grand public, est remixée et augmentée d'une introduction parlée par rapport à celle parue sur Rainbow Bridge en 1971.

## Liste des chansons
| 1.      | Hear My Train A Comin' (version acoustique)                      | Jimi Hendrix                                     | 19 décembre 1967 au Bruce Fleming Photo Studio, Londres         | 3:05  |
| 2.      | Born Under a Bad Sign                                            | Booker T. Jones,William Bell                     | 15 décembre 1969 au Record Plant Studios, New York              | 7:37  |
| 3.      | Red House (Version parue dans l'album Are You Experience (1966)) | Hendrix                                          | 13 décembre 1966 aux CBS Studios, Londres                       | 3:41  |
| 4.      | Catfish Blues                                                    | Robert Petway, arr. Jimi Hendrix                 | 10 novembre 1967 en concert aux Vitus Studios, Bussum, Pays-Bas | 7:46  |
| 5.      | Voodoo Chile Blues                                               | Hendrix                                          | 2 mai 1968 au Record Plant Studios, New York                    | 8:47  |
| 6.      | Mannish Boy                                                      | Mckinlay Morganfield, Mel London, Elias McDaniel | 22 avril 1969 au Record Plant Studios, New York                 | 5:21  |
| 7.      | Once I Had A Woman                                               | Hendrix                                          | 23 janvier 1970 au Record Plant Studios, New York               | 7:48  |
| 8.      | Bleeding Heart                                                   | Elmore James                                     | 18 mars 1969 au Record Plant Studios, New York                  | 3:26  |
| 9.      | Jelly 292                                                        | Hendrix                                          | 14 mai 1969 au Record Plant Studios, New York                   | 6:25  |
| 10.     | Electric Church Red House (Composée de deux jams)                | Hendrix                                          | 21 et 29 octobre 1968 aux studios T.T.G., Hollywood             | 6:12  |
| 11.     | Hear My Train A Comin' (version électrique live)                 | Hendrix                                          | 30 mai 1970 en concert au Berkeley Community Theatre, Berkeley  | 12:08 |
| 1:12:28 |                                                                  |                                                  |                                                                 |       |

## Musiciens
- Jimi Hendrix : chant, guitares
- Billy Cox : basse (titres 2, 6, 7, 8, 9 & 11)
- Noel Redding : basse (titres 3, 4 & 10)
- Jack Casady : basse (Voodoo Chile Blues)
- Mitch Mitchell : batterie (titres 3, 4, 5, 9, 10 & 11)
- Buddy Miles : batterie (2, 6, 7 & 8)
- Stevie Winwood : orgue (Voodoo Chile Blues)
- Sharon Layne : piano (Jelly 292)
- Lee Michaels : orgue (Electric Church Red House)

## Classements et certifications
| Pays                         | Durée du classement | Meilleur classement |
| ---------------------------- | ------------------- | ------------------- |
| Allemagne                    | 9 semaines          | 60e                 |
| Australie                    | 10 semaines         | 2e                  |
| Canada                       | 12 semaines         | 24e                 |
| États-Unis (Billboard 200)   | 18 semaines         | 45e                 |
| États-Unis(Top Blues Albums) | 72 semaines         | 4e                  |
| France                       | 8 semaines          | 10e                 |
| Nouvelle-Zélande             | 10 semaines         | 4e                  |
| Pays-Bas                     | 7 semaines          | 44e                 |
| Royaume-Uni                  | 4 semaines          | 10e                 |
| Suède                        | 10 semaines         | 14e                 |
| Suisse                       | 9 semaines          | 14e                 |

| Pays       | Certification | Ventes      | Date       |
| ---------- | ------------- | ----------- | ---------- |
| Canada     | Or            | 50 000 +    | 24/03/1995 |
| États-Unis | Platine       | 1 000 000 + | 06/02/2001 |